# Strada Scaune
Strada Scaune este situată în centrul istoric al municipiului București, în sectorul 3.  

## Descriere
Strada este orientată de la vest spre est și se desfășoară pe o lungime de 95 de metri între strada Slănic și bulevardul Hristo Botev.

## Legături externe
- Strada Scaune pe hartă, www.openstreetmap.org
- Strada Scaune pe Flickr.com
- Strada Scaune pe Google maps - street view